# 井上靖文学館
長泉町井上靖文学館（ながいずみちょういのうえやすしぶんがくかん）は、静岡県長泉町にある博物館。井上靖を記念して作られた施設で『あすなろ物語』に登場する愛鷹山の山麓にある。所在地は静岡県長泉町東野クレマチスの丘で、ベルナール・ビュフェ美術館に隣接する。

## 概要
井上靖を記念する施設。旧制沼津中（現静岡県立沼津東高等学校）の井上の後輩でスルガ銀行三代目頭取の岡野喜一郎らによって1973年に設立された。建物は菊竹清訓による設計で、『しろばんば』に登場する土蔵をイメージした鉄筋コンクリート二階建て。
主にスルガ銀行とグループ企業からの寄付で一般財団法人により運営されていたが、寄付による維持管理が難しくなり財団が解散。2021年度からは事業譲渡を受けた長泉町が運営することになった。これに伴い2020年度の営業は2021年1月末で終了し、改修工事に入った。2021年7月にリニューアルオープン。2階がミュージアムライブラリーとなった。企画展やワークショップ、講演会、出張講座などが行われている。

## 利用案内
- 所在地：〒411-0931 静岡県長泉町東野515-149
- 開館時間：午前10時～午後17時（入館は16時30分まで）
- 休館日：毎週水曜日（祝日の場合は営業、その翌平日休）及び年末年始（12月28日から1月4日）